# Битва под Победзиской
Битва под Победзиской (польск. Bitwa pod Pobiedziskami) — сражение, произошедшее в 1041 году во время междоусобной войны в Польше.

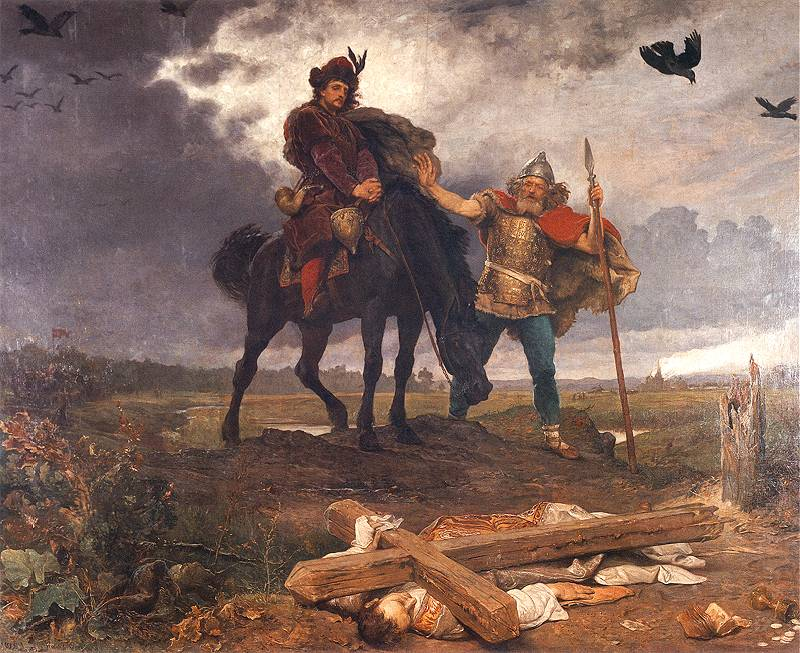
Возвращение Казимира I из изгнания

После смерти в 1034 году Мешко II, короля Польши, и изгнания Казимира I, в государстве началась междоусобица, что привело к началу крестьянского восстания 1038 года. Воспользовавшись этой возможностью, около 1038 года виночерпий Моислав образовал своё государство в Мазовии, провозгласив его независимость от Польши, и основал свою собственную королевскую династию.
В 1039 году Казимир I вернулся в страну из Венгрии и заключил союз с Ярославом Мудрым, великим князем Киевским, женившись на дочери Владимира Марии Добронеге. Ожидая нападения со стороны Руси, Моислав заключил союз с поморскими и ятвягскими племенами и весной 1041 года первым начал боевые действия против русско-польских войск. 
Сражение произошло недалеко от деревни Победзиска. Ярослав и Казимир разгромили войска Моислава, но, несмотря на победу, окончательно решить вопрос подчинения Мазовии не удалось. Казимир заключил перемирие с Моиславом, отложив подчинение Мазовии на будущее.